# Тарик бен Теймур
Тарик бен Теймур (30 июня 1921, Стамбул — 28 декабря 1980, Лондон) — член оманской султанской династии Аль Саид, председатель совета министров Омана (1970—1972).

## Биография
Представитель оманской правящей династии Аль Саид. Четвертый сын Теймура бен Фейсала (1886—1965), султана Маската и Омана (1913—1932). Родился 30 июня 1921 года в Стамбуле (Турция) после развода его родителей. Его матерью была Камила Ханум (род. 1895, Стамбул), вторая жена Теймура бен Фейсала, гражданка Турции черкесского происхождения. Она вернулась в Стамбул после развода и взяла имя — Камиль Ильгирай.
Старший сын Теймура ибн Фейсала и сводный брат Тарика, Саид бин Теймур (1910—1972), правил Оманом с 1932 по 1970 год. В 1970 году Саид был свергнут своим сыном Кабусом. Новый оманский султан изменил название страны, которая стала Султанатом Оман. Премьер-министром Кабус бин Саид назначил своего дядю Тарика. Тарик бен Теймур занимал эту должность в течение двух лет, с 1970 по 1972 год. Тарик бен Теймур также был председателем Центрального банка Омана в 1975—1976 годах.
Его дочь Камила (род. 1951) была женой султана Омана Кабуса бен Саида с 1976 по 1979 год. Тарик бен Теймур скончался в 1980 году в Лондоне (Великобритания). После смерти султана Кабуса бен Саида в январе 2020 года один из сыновей Тарика, Хейсам бен Тарик стал новым султаном Омана.

## Семья
Тарик был четвертым сыном Теймура бен Фейсала, султана Маската и Омана. Его матерью была черкешенка Камила Ильгирай. У Тарика было четыре брата, Саид бен Теймур (1910—1972), Маджид бен Теймур (род. 1912), Фахр бен Теймур (1920—1998) и Шабиб бен Теймур (род. 1943), и одна сестра Бутайна бинт Теймур (род. 1937).
11 октября 1941 года в Маскате Тарик бен Теймур женился первым браком на Шаване бинт Хамуд бин Ахмад Аль Бусайди (? — 12 июня 2018), внучке губернатора Нахля и дочери Хамуда бен Ахмада Аль-Бусайди. У супругов было семь сыновей:
- Талал бен Тарик (род. 27 июля 1947, Маскат)
- Кайс бен Тарик (20 января 1952, Маскат — 22 марта 2011)
- Асаад бин Тарик (род. 20 июня 1954, Маскат)
- Хейсам бен Тарик (род. 13 октября 1955), султан Омана с 2020 года
- Шихаб бин Тарик (род. 5 марта 1956, Маскат)
- Адам бен Тарик (род. 1959, Маскат)
- Фарис бен Тарик (5 марта 1961, Маскат — 24 марта 1982)

19 июня 1946 года Тарик бен Теймур во второй раз женился на своей родственнице Шаване бинт Насир Аль Бусайди, дочери Насира бин Хамуда Аль-Саида, губернатора Лувы. У супругов было две дочери:
- Амаль бинт Тарик (род. 18 ноября 1950, Маскат)
- Наваль бинт Тарик (Камила) (род. 20 ноября 1951, Маскат). Супруга с 1976 по 1979 год султана Омана Кабуса бин Саида, племянника Тарика.

Трое из сыновей Тарика бин Теймура, были вероятными кандидатами на место Кабуса. Асад бин Тарик был заместителем премьер-министра Омана по международным отношениям и сотрудничеству, а также представителем при султане. Шихаб бин Тарик занимал пост командующего королевским флотом Омана. Хейсам бин Тарик занимал пост министра наследия и культуры . После смерти султана Кабуса бин Саида 11 января 2020 года новым султаном Омана и его преемником был назначен Хейсам бен Тарик.

## Награды
- Орден Возрождения Омана 1-го класса
- Военный орден Омана 1-го класса
- Орден Хумаюна (Иран)
- Орден «За заслуги перед Итальянской Республикой»